# Các trận đấu trong Đường lên đỉnh Olympia năm thứ 24
Dưới đây là chi tiết các trận đấu của cuộc thi Đường lên đỉnh Olympia năm thứ 24, diễn ra từ ngày 15 tháng 10 năm 2023 đến ngày 13 tháng 10 năm 2024.
| Màu sắc sử dụng trong các bảng kết quả                  |
| ------------------------------------------------------- |
| Thí sinh đạt giải nhất và lọt vào vòng thi tháng, quý   |
| Thí sinh lọt vào vòng trong nhờ có số điểm nhì cao nhất |
| Thí sinh đạt giải nhất và lọt vào vòng chung kết        |
| Thí sinh vô địch chung kết Năm                          |

## Quý 1

### Trận 1: Tuần 1 - Tháng 1 - Quý 1
| Tên thí sinh          | Trường                           | KĐ | VCNV | TT  | VĐ  | Tổng điểm |
| --------------------- | -------------------------------- | -- | ---- | --- | --- | --------- |
| Lê Duy Thịnh          | THPT Mê Linh, Hà Nội             | 50 | 20   | 60  | -35 | 95        |
| Đặng Võ Minh Thư      | THPT Lê Quý Đôn, Hậu Giang       | 70 | 10   | 30  | 20  | 130       |
| Nguyễn Đình Nam Khánh | THPT Chuyên Hà Tĩnh, Hà Tĩnh     | 50 | 10   | 110 | 10  | 180       |
| Đỗ Thị Phương Thảo    | THPT Hoàng Quốc Việt, Quảng Ninh | 45 | 50   | 80  | 100 | 275       |

### Trận 2: Tuần 2 - Tháng 1 - Quý 1
Ghi chú: Trận đầu tiên của năm thứ 24 có thí sinh không giành được điểm ở cuối chương trình.
| Tên thí sinh     | Trường                               | KĐ | VCNV | TT | VĐ   | Tổng điểm |
| ---------------- | ------------------------------------ | -- | ---- | -- | ---- | --------- |
| Nguyễn Quốc Huy  | THPT Che Guevara, Bến Tre            | 50 | 0    | 0  | 40   | 90        |
| Nguyễn Văn Cường | THPT Chuyên Lê Thánh Tông, Quảng Nam | 75 | 0    | 70 | 30   | 175       |
| Nguyễn Phú An    | THPT Tô Hiệu, Hải Phòng              | 50 | 70   | 50 | 40   | 210       |
| Nguyễn Minh Ngọc | THPT Tiên Hưng, Thái Bình            | 10 | 10   | 40 | -105 | -45       |

### Trận 3: Tuần 3 - Tháng 1 - Quý 1
| Tên thí sinh        | Trường                                | KĐ | VCNV | TT  | VĐ | Tổng điểm |
| ------------------- | ------------------------------------- | -- | ---- | --- | -- | --------- |
| Chu Ngọc Quang Vinh | THPT Chuyên Nguyễn Tất Thành, Yên Bái | 80 | 10   | 130 | 80 | 300       |
| Vũ Nam Sơn          | THPT Văn Lâm, Hưng Yên                | 85 | 70   | 10  | 10 | 175       |
| Mai Chính Hưng      | THPT Phan Châu Trinh, Đà Nẵng         | 40 | 10   | 120 | 60 | 230       |
| Nguyễn Kế Niên      | THPT số 1 Phù Cát, Bình Định          | 55 | 10   | 110 | 40 | 215       |

### Trận 4: Tháng 1 - Quý 1
| Tháng 1 - Quý 1     | Tháng 1 - Quý 1                       | Tháng 1 - Quý 1 | Tháng 1 - Quý 1 | Tháng 1 - Quý 1 | Tháng 1 - Quý 1 | Tháng 1 - Quý 1 |
| Tên thí sinh        | Trường                                | KĐ              | VCNV            | TT              | VĐ              | Tổng điểm       |
| ------------------- | ------------------------------------- | --------------- | --------------- | --------------- | --------------- | --------------- |
| Đỗ Thị Phương Thảo  | THPT Hoàng Quốc Việt, Quảng Ninh      | 40              | 20              | 60              | 0               | 120             |
| Mai Chính Hưng      | THPT Phan Châu Trinh, Đà Nẵng         | 20              | 10              | 0               | 10              | 40              |
| Chu Ngọc Quang Vinh | THPT Chuyên Nguyễn Tất Thành, Yên Bái | 95              | 50              | 30              | 75              | 250             |
| Nguyễn Phú An       | THPT Tô Hiệu, Hải Phòng               | 15              | 20              | 40              | -70             | 5               |

### Trận 5: Tuần 1 - Tháng 2 - Quý 1
| Tên thí sinh       | Trường                     | KĐ | VCNV | TT  | VĐ  | Tổng điểm |
| ------------------ | -------------------------- | -- | ---- | --- | --- | --------- |
| Trần Minh Quân     | THPT Kim Sơn A, Ninh Bình  | 50 | 0    | 80  | -35 | 95        |
| Nguyễn Hữu Tùng    | THPT Đơn Dương, Lâm Đồng   | 90 | 0    | 110 | 70  | 270       |
| Nguyễn Trung Thành | THPT Quế Võ số 1, Bắc Ninh | 60 | 60   | 40  | 80  | 240       |
| Lê Đỗ Đức Thiền    | THPT Ngô Quyền, Đồng Nai   | 60 | 0    | 80  | -60 | 80        |

### Trận 6: Tuần 2 - Tháng 2 - Quý 1
| Tên thí sinh             | Trường                              | KĐ | VCNV | TT  | VĐ  | Tổng điểm |
| ------------------------ | ----------------------------------- | -- | ---- | --- | --- | --------- |
| Nguyễn Ngọc Phương Quỳnh | THPT Nguyễn Khuyến, TP. Hồ Chí Minh | 15 | 20   | 20  | -30 | 25        |
| Đinh Ngọc Lương          | THPT Chu Văn An, Thái Nguyên        | 20 | 20   | 100 | 80  | 220       |
| Phương Mạnh Ba           | THPT Ngô Quyền - Ba Vì, Hà Nội      | 25 | 50   | 80  | 20  | 175       |
| Nguyễn Mai Phương        | THPT Trần Quang Khải, Hưng Yên      | 5  | 10   | 30  | 20  | 65        |

### Trận 7: Tuần 3 - Tháng 2 - Quý 1
| Tên thí sinh        | Trường                                                       | KĐ | VCNV | TT  | VĐ  | Tổng điểm |
| ------------------- | ------------------------------------------------------------ | -- | ---- | --- | --- | --------- |
| Nguyễn Linh Chi     | THPT Chuyên Khoa học Xã hội và Nhân văn, ĐHQG Hà Nội, Hà Nội | 80 | 10   | 120 | 30  | 240       |
| Trần Thị Kiều Châm  | THPT Thọ Xuân 4, Thanh Hoá                                   | 35 | 10   | 50  | -40 | 55        |
| Bùi Phương Thế Vinh | THPT Trần Hưng Đạo, Đắk Nông                                 | 25 | 60   | 110 | 20  | 215       |
| Hoàng Tùng Lâm      | THPT Thái Phiên, Hải Phòng                                   | 75 | 0    | 100 | 30  | 205       |

### Trận 8: Tháng 2 - Quý 1
| Tháng 2 - Quý 1    | Tháng 2 - Quý 1                                              | Tháng 2 - Quý 1 | Tháng 2 - Quý 1 | Tháng 2 - Quý 1 | Tháng 2 - Quý 1 | Tháng 2 - Quý 1 |
| Tên thí sinh       | Trường                                                       | KĐ              | VCNV            | TT              | VĐ              | Tổng điểm       |
| ------------------ | ------------------------------------------------------------ | --------------- | --------------- | --------------- | --------------- | --------------- |
| Đinh Ngọc Lương    | THPT Chu Văn An, Thái Nguyên                                 | 20              | 10              | 100             | 10              | 140             |
| Nguyễn Hữu Tùng    | THPT Đơn Dương, Lâm Đồng                                     | 50              | 50              | 40              | 45              | 185             |
| Nguyễn Linh Chi    | THPT Chuyên Khoa học Xã hội và Nhân văn, ĐHQG Hà Nội, Hà Nội | 30              | 10              | 40              | 30              | 110             |
| Nguyễn Trung Thành | THPT Quế Võ số 1, Bắc Ninh                                   | 40              | 0               | 60              | -60             | 40              |

### Trận 9: Tuần 1 - Tháng 3 - Quý 1
| Tên thí sinh          | Trường                              | KĐ | VCNV | TT  | VĐ  | Tổng điểm |
| --------------------- | ----------------------------------- | -- | ---- | --- | --- | --------- |
| Đinh Nguyễn Tùng Lâm  | THPT Chuyên Hoàng Văn Thụ, Hoà Bình | 55 | 20   | 80  | 15  | 170       |
| Võ Huỳnh Hoàng Nam    | THPT Phan Đình Phùng, Phú Yên       | 20 | 30   | 70  | 60  | 180       |
| Nguyễn Tiến Quang     | THPT Thạch Thành 2, Thanh Hoá       | 80 | 20   | 100 | 50  | 250       |
| Nguyễn Hồng Minh Nhựt | THPT Chợ Gạo, Tiền Giang            | 50 | 10   | 50  | -20 | 90        |

### Trận 10: Tuần 2 - Tháng 3 - Quý 1
Trận thi này đánh dấu một kỷ lục mới ở phần thi Về đích trong suốt 24 năm của Olympia: thí sinh Lê Quang Huy giành được đến 190 điểm ở phần Về đích (50 điểm trong bộ câu hỏi + 140 điểm giành được từ 3 thí sinh còn lại), phá vỡ kỷ lục trước đó (180 điểm) của Nguyễn Bá Vinh - thí sinh đạt giải ba trận chung kết năm thứ 19.
| Tên thí sinh       | Trường                                     | KĐ  | VCNV | TT  | VĐ  | Tổng điểm |
| ------------------ | ------------------------------------------ | --- | ---- | --- | --- | --------- |
| Trần Lâm Bảo Khang | THPT Chuyên Lê Hồng Phong, TP. Hồ Chí Minh | 50  | 20   | 70  | -70 | 70        |
| Lê Quang Huy       | THPT Nguyễn Thiện Thuật, Hưng Yên          | 15  | 20   | 100 | 190 | 325       |
| Phạm Trường Sơn    | THPT Toàn Thắng, Hải Phòng                 | 35  | 10   | 20  | -60 | 5         |
| Trần Trung Kiên    | THPT Lê Hồng Phong, Phú Yên                | 100 | 50   | 120 | -10 | 260       |

### Trận 11: Tuần 3 - Tháng 3 - Quý 1
| Tên thí sinh          | Trường                                | KĐ | VCNV | TT  | VĐ  | Tổng điểm |
| --------------------- | ------------------------------------- | -- | ---- | --- | --- | --------- |
| Trịnh Ngọc Thanh Tú   | THPT Lê Quý Đôn, Đắk Lắk              | 15 | 10   | 40  | 0   | 65        |
| Nguyễn Thị Mai Phương | THPT Đồng Lộc, Hà Tĩnh                | 40 | 20   | 80  | -10 | 130       |
| Nguyễn Phúc Minh Anh  | THPT Thạch Thất, Hà Nội               | 35 | 70   | 80  | 50  | 235       |
| Ngô Nhật Nguyên       | THPT Chuyên Trần Hưng Đạo, Bình Thuận | 70 | 20   | 100 | 20  | 210       |

### Trận 12: Tháng 3 - Quý 1
| Tháng 3 - Quý 1      | Tháng 3 - Quý 1                   | Tháng 3 - Quý 1 | Tháng 3 - Quý 1 | Tháng 3 - Quý 1 | Tháng 3 - Quý 1 | Tháng 3 - Quý 1 |
| Tên thí sinh         | Trường                            | KĐ              | VCNV            | TT              | VĐ              | Tổng điểm       |
| -------------------- | --------------------------------- | --------------- | --------------- | --------------- | --------------- | --------------- |
| Trần Trung Kiên      | THPT Lê Hồng Phong, Phú Yên       | 35              | 60              | 60              | 10              | 165             |
| Lê Quang Huy         | THPT Nguyễn Thiện Thuật, Hưng Yên | 20              | 10              | 110             | 5               | 145             |
| Nguyễn Phúc Minh Anh | THPT Thạch Thất, Hà Nội           | 60              | 10              | 70              | 80              | 220             |
| Nguyễn Tiến Quang    | THPT Thạch Thành 2, Thanh Hoá     | 15              | 10              | 30              | 0               | 55              |

### Trận 13: Quý 1
| Quý 1                | Quý 1                                 | Quý 1 | Quý 1 | Quý 1 | Quý 1 | Quý 1     |
| Tên thí sinh         | Trường                                | KĐ    | VCNV  | TT    | VĐ    | Tổng điểm |
| -------------------- | ------------------------------------- | ----- | ----- | ----- | ----- | --------- |
| Trần Trung Kiên      | THPT Lê Hồng Phong, Phú Yên           | 40    | 70    | 60    | 65    | 235       |
| Nguyễn Phúc Minh Anh | THPT Thạch Thất, Hà Nội               | 55    | 10    | 10    | -70   | 5         |
| Nguyễn Hữu Tùng      | THPT Đơn Dương, Lâm Đồng              | 15    | 10    | 30    | 110   | 165       |
| Chu Ngọc Quang Vinh  | THPT Chuyên Nguyễn Tất Thành, Yên Bái | 40    | 10    | 40    | -5    | 85        |

## Quý 2

### Trận 14: Tuần 1 - Tháng 1 - Quý 2
| Tên thí sinh      | Trường                                 | KĐ | VCNV | TT  | VĐ  | Tổng điểm |
| ----------------- | -------------------------------------- | -- | ---- | --- | --- | --------- |
| Trịnh Hoàng Giang | THPT Thái Hòa, Nghệ An                 | 45 | 50   | 60  | -10 | 145       |
| Hoàng Đình Đạt    | THPT Nguyễn Bỉnh Khiêm, Hải Phòng      | 10 | 10   | 60  | 50  | 130       |
| Thái Hồng Phong   | THPT Chuyên Võ Nguyên Giáp, Quảng Bình | 80 | 10   | 150 | 70  | 310       |
| Nguyễn Khắc Thông | THPT Ngô Gia Tự, Đắk Lắk               | 15 | 10   | 100 | 20  | 145       |

### Trận 15: Tuần 2 - Tháng 1 - Quý 2
| Tên thí sinh        | Trường                             | KĐ | VCNV | TT  | VĐ  | Tổng điểm |
| ------------------- | ---------------------------------- | -- | ---- | --- | --- | --------- |
| Trần Khánh Dung     | THPT Lương Ngọc Quyến, Thái Nguyên | 20 | 20   | 60  | -80 | 20        |
| Bùi Tuấn Tú         | THPT Thường Tín, Hà Nội            | 55 | 30   | 150 | 25  | 260       |
| Đinh Thúy Ngân      | THPT Hương Cần, Phú Thọ            | 70 | 20   | 70  | -20 | 140       |
| Nguyễn Thanh Phương | THPT Chuyên Lê Quý Đôn, Đà Nẵng    | 90 | 60   | 90  | 110 | 350       |

### Trận 16: Tuần 3 - Tháng 1 - Quý 2
| Tên thí sinh           | Trường                                              | KĐ | VCNV | TT  | VĐ  | Tổng điểm |
| ---------------------- | --------------------------------------------------- | -- | ---- | --- | --- | --------- |
| Trần Quốc Quý          | THPT số 2 Tư Nghĩa, Quảng Ngãi                      | 60 | 70   | 50  | 15  | 195       |
| Nguyễn Hoàng Minh Khôi | Tiểu học, THCS & THPT Nguyễn Bỉnh Khiêm, Quảng Ninh | 45 | 10   | 70  | 20  | 145       |
| Nguyễn Hữu Khang       | THPT Chuyên Bắc Ninh, Bắc Ninh                      | 75 | 10   | 150 | 120 | 355       |
| Nguyễn Nhật Quang      | THPT Chuyên Thăng Long, Lâm Đồng                    | 70 | 10   | 40  | -30 | 90        |

### Trận 17: Tháng 1 - Quý 2
| Tháng 1 - Quý 2     | Tháng 1 - Quý 2                        | Tháng 1 - Quý 2 | Tháng 1 - Quý 2 | Tháng 1 - Quý 2 | Tháng 1 - Quý 2 | Tháng 1 - Quý 2 |
| Tên thí sinh        | Trường                                 | KĐ              | VCNV            | TT              | VĐ              | Tổng điểm       |
| ------------------- | -------------------------------------- | --------------- | --------------- | --------------- | --------------- | --------------- |
| Thái Hồng Phong     | THPT Chuyên Võ Nguyên Giáp, Quảng Bình | 50              | 10              | 50              | 20              | 130             |
| Bùi Tuấn Tú         | THPT Thường Tín, Hà Nội                | 50              | 60              | 30              | 0               | 140             |
| Nguyễn Hữu Khang    | THPT Chuyên Bắc Ninh, Bắc Ninh         | 35              | 10              | 100             | 5               | 150             |
| Nguyễn Thanh Phương | THPT Chuyên Lê Quý Đôn, Đà Nẵng        | 60              | 10              | 80              | 30              | 180             |

### Trận 18: Tuần 1 - Tháng 2 - Quý 2
| Tên thí sinh         | Trường                                               | KĐ | VCNV | TT | VĐ  | Tổng điểm |
| -------------------- | ---------------------------------------------------- | -- | ---- | -- | --- | --------- |
| Phạm Xuân Trường     | THPT Tống Văn Trân, Nam Định                         | 60 | 20   | 50 | -20 | 110       |
| Dương Hồng Bảo Khánh | THPT Chu Văn An, Lâm Đồng                            | 60 | 10   | 30 | -10 | 90        |
| Nguyễn Ngọc Như Thảo | PT Năng khiếu, ĐHQG TP. Hồ Chí Minh, TP. Hồ Chí Minh | 55 | 20   | 90 | 30  | 195       |
| Ngụy Thùy Trang      | THPT Nguyễn Thị Minh Khai, Hà Tĩnh                   | 10 | 60   | 60 | 45  | 175       |

### Trận 19: Tuần 2 - Tháng 2 - Quý 2
| Tên thí sinh           | Trường                                | KĐ | VCNV | TT | VĐ  | Tổng điểm |
| ---------------------- | ------------------------------------- | -- | ---- | -- | --- | --------- |
| Trần Lê Minh Hoàng     | THPT Chuyên Huỳnh Mẫn Đạt, Kiên Giang | 20 | 60   | 50 | 40  | 170       |
| Lê Thu Hằng            | THPT số 1 Bảo Yên, Lào Cai            | 20 | 10   | 10 | 20  | 60        |
| Nguyễn Dương Anh Thảo  | THPT Lê Viết Thuật, Nghệ An           | 35 | 20   | 70 | -10 | 115       |
| Nguyễn Minh Đình Thiên | THPT Đông Hà, Quảng Trị               | 35 | 20   | 80 | 60  | 195       |

### Trận 20: Tuần 3 - Tháng 2 - Quý 2
| Tên thí sinh       | Trường                            | KĐ | VCNV | TT  | VĐ  | Tổng điểm |
| ------------------ | --------------------------------- | -- | ---- | --- | --- | --------- |
| Nguyễn Thu Hà      | THPT Yên Khánh A, Ninh Bình       | 80 | 10   | 110 | 5   | 205       |
| Hồ Thanh Bằng      | THPT Chuyên Lê Quý Đôn, Bình Định | 55 | 0    | 140 | 40  | 235       |
| Đỗ Phúc Huy        | THPT Ngọc Hồi, Hà Nội             | 20 | 50   | 100 | 70  | 240       |
| Trần Thị Ái Nguyên | THPT Nguyễn Trãi, Đắk Lắk         | 55 | 10   | 30  | -45 | 50        |

### Trận 21: Tháng 2 - Quý 2
| Tháng 2 - Quý 2        | Tháng 2 - Quý 2                                      | Tháng 2 - Quý 2 | Tháng 2 - Quý 2 | Tháng 2 - Quý 2 | Tháng 2 - Quý 2 | Tháng 2 - Quý 2 |
| Tên thí sinh           | Trường                                               | KĐ              | VCNV            | TT              | VĐ              | Tổng điểm       |
| ---------------------- | ---------------------------------------------------- | --------------- | --------------- | --------------- | --------------- | --------------- |
| Đỗ Phúc Huy            | THPT Ngọc Hồi, Hà Nội                                | 50              | 0               | 0               | 50              | 100             |
| Hồ Thanh Bằng          | THPT Chuyên Lê Quý Đôn, Bình Định                    | 50              | 10              | 90              | 10              | 160             |
| Nguyễn Ngọc Như Thảo   | PT Năng khiếu, ĐHQG TP. Hồ Chí Minh, TP. Hồ Chí Minh | 25              | 10              | 90              | -10             | 115             |
| Nguyễn Minh Đình Thiên | THPT Đông Hà, Quảng Trị                              | 50              | 60              | 110             | 0               | 220             |

### Trận 22: Tuần 1 - Tháng 3 - Quý 2
| Tên thí sinh           | Trường                             | KĐ | VCNV | TT  | VĐ  | Tổng điểm |
| ---------------------- | ---------------------------------- | -- | ---- | --- | --- | --------- |
| Huỳnh Trần Duy Bảo Anh | THPT An Phước, Ninh Thuận          | 70 | 10   | 100 | 100 | 280       |
| Nguyễn Văn Hồng Kỳ     | THPT Quảng Oai, Hà Nội             | 55 | 10   | 60  | -50 | 75        |
| Hoàng Anh Tuấn         | THPT Chuyên Nguyễn Trãi, Hải Dương | 35 | 70   | 110 | 30  | 245       |
| Nguyễn Đỗ Quang Hưng   | THPT Lê Quý Đôn, TP. Hồ Chí Minh   | 30 | 0    | 40  | 20  | 90        |

### Trận 23: Tuần 2 - Tháng 3 - Quý 2
| Tên thí sinh      | Trường                                               | KĐ | VCNV | TT | VĐ  | Tổng điểm |
| ----------------- | ---------------------------------------------------- | -- | ---- | -- | --- | --------- |
| Chu Đức Mạnh      | THPT Chuyên Chu Văn An, Lạng Sơn                     | 35 | 0    | 40 | -65 | 10        |
| Phan Hoàng Nguyên | THPT Thanh Chương 3, Nghệ An                         | 25 | 0    | 80 | -10 | 95        |
| Lê Phạm Minh Toàn | Tiểu học, THCS & THPT Lê Thánh Tông, TP. Hồ Chí Minh | 80 | 10   | 80 | 100 | 270       |
| Trần Phan Quân    | THPT Phan Đình Phùng, Hà Nội                         | 55 | 70   | 30 | 35  | 190       |

### Trận 24: Tuần 3 - Tháng 3 - Quý 2
| Tên thí sinh          | Trường                          | KĐ | VCNV | TT  | VĐ  | Tổng điểm |
| --------------------- | ------------------------------- | -- | ---- | --- | --- | --------- |
| Lê Trà My             | THPT Sóc Sơn, Hà Nội            | 80 | 40   | 110 | 30  | 260       |
| Lưu Ngọc Anh          | THPT Hưng Yên, Hưng Yên         | 10 | 30   | 30  | -40 | 30        |
| Nguyễn Quốc Nhật Minh | THPT Chuyên Hùng Vương, Gia Lai | 70 | 30   | 60  | 100 | 260       |
| Nguyễn Vũ Anh Đức     | THPT Lê Hồng Phong, Thái Nguyên | 50 | 60   | 10  | 35  | 155       |

### Trận 25: Tháng 3 - Quý 2
| Tháng 3 - Quý 2        | Tháng 3 - Quý 2                                      | Tháng 3 - Quý 2 | Tháng 3 - Quý 2 | Tháng 3 - Quý 2 | Tháng 3 - Quý 2 | Tháng 3 - Quý 2 |
| Tên thí sinh           | Trường                                               | KĐ              | VCNV            | TT              | VĐ              | Tổng điểm       |
| ---------------------- | ---------------------------------------------------- | --------------- | --------------- | --------------- | --------------- | --------------- |
| Huỳnh Trần Duy Bảo Anh | THPT An Phước, Ninh Thuận                            | 30              | 10              | 80              | -10             | 110             |
| Lê Phạm Minh Toàn      | Tiểu học, THCS & THPT Lê Thánh Tông, TP. Hồ Chí Minh | 40              | 0               | 50              | 80              | 170             |
| Nguyễn Quốc Nhật Minh  | THPT Chuyên Hùng Vương, Gia Lai                      | 40              | 60              | 50              | 40              | 190             |
| Lê Trà My              | THPT Sóc Sơn, Hà Nội                                 | 55              | 0               | 70              | 20              | 145             |

### Trận 26: Quý 2
| Quý 2                  | Quý 2                                                | Quý 2 | Quý 2 | Quý 2 | Quý 2 | Quý 2     |
| Tên thí sinh           | Trường                                               | KĐ    | VCNV  | TT    | VĐ    | Tổng điểm |
| ---------------------- | ---------------------------------------------------- | ----- | ----- | ----- | ----- | --------- |
| Nguyễn Quốc Nhật Minh  | THPT Chuyên Hùng Vương, Gia Lai                      | 60    | 10    | 120   | 60    | 250       |
| Nguyễn Minh Đình Thiên | THPT Đông Hà, Quảng Trị                              | 20    | 0     | 30    | 10    | 60        |
| Lê Phạm Minh Toàn      | Tiểu học, THCS & THPT Lê Thánh Tông, TP. Hồ Chí Minh | 10    | 60    | 10    | 60    | 140       |
| Nguyễn Thanh Phương    | THPT Chuyên Lê Quý Đôn, Đà Nẵng                      | 25    | 0     | 80    | -25   | 80        |

## Quý 3

### Trận 27: Tuần 1 - Tháng 1 - Quý 3
| Tên thí sinh         | Trường                               | KĐ | VCNV | TT | VĐ  | Tổng điểm |
| -------------------- | ------------------------------------ | -- | ---- | -- | --- | --------- |
| Nguyễn Đại Thắng     | THPT Bến Tre, Vĩnh Phúc              | 35 | 10   | 20 | 0   | 65        |
| Nguyễn Chí Kiên      | THPT Yên Hoà, Hà Nội                 | 25 | 10   | 70 | -20 | 85        |
| Võ Quang Phú Đức     | THPT Chuyên Quốc học, TP. Huế        | 55 | 60   | 80 | 80  | 275       |
| Huỳnh Dương Hải Long | THPT Chuyên Lương Văn Chánh, Phú Yên | 80 | 10   | 40 | 100 | 230       |

### Trận 28: Tuần 2 - Tháng 1 - Quý 3
| Tên thí sinh       | Trường                           | KĐ | VCNV | TT  | VĐ  | Tổng điểm |
| ------------------ | -------------------------------- | -- | ---- | --- | --- | --------- |
| Phạm Đức Huy       | THPT Tiên Lãng, Hải Phòng        | 60 | 0    | 100 | 80  | 240       |
| Vũ Minh Anh        | THPT Kim Thành, Hải Dương        | 65 | 0    | 10  | -30 | 45        |
| Trần Lê Diễm Quỳnh | THPT Thị xã Quảng Trị, Quảng Trị | 60 | 0    | 100 | -40 | 120       |
| Đặng Duy Khánh     | THPT Chuyên Lào Cai, Lào Cai     | 95 | 50   | 60  | 100 | 305       |

### Trận 29: Tuần 3 - Tháng 1 - Quý 3
| Tên thí sinh    | Trường                             | KĐ | VCNV | TT  | VĐ  | Tổng điểm |
| --------------- | ---------------------------------- | -- | ---- | --- | --- | --------- |
| Võ Bùi An Phú   | THPT Huỳnh Thúc Kháng, Nghệ An     | 30 | 10   | 60  | 110 | 210       |
| Lê Minh Khôi    | THPT Minh Phú, Hà Nội              | 65 | 10   | 120 | 20  | 215       |
| Phạm Đăng Hưng  | THPT Chuyên Hùng Vương, Bình Dương | 55 | 60   | 80  | -10 | 185       |
| Nguyễn Phi Hùng | THPT Thị xã Nghĩa Lộ, Yên Bái      | 55 | 0    | 50  | -60 | 45        |

### Trận 30: Tháng 1 - Quý 3
| Tháng 1 - Quý 3  | Tháng 1 - Quý 3               | Tháng 1 - Quý 3 | Tháng 1 - Quý 3 | Tháng 1 - Quý 3 | Tháng 1 - Quý 3 | Tháng 1 - Quý 3 |
| Tên thí sinh     | Trường                        | KĐ              | VCNV            | TT              | VĐ              | Tổng điểm       |
| ---------------- | ----------------------------- | --------------- | --------------- | --------------- | --------------- | --------------- |
| Võ Quang Phú Đức | THPT Chuyên Quốc học, TP. Huế | 45              | 0               | 150             | 45              | 240             |
| Đặng Duy Khánh   | THPT Chuyên Lào Cai, Lào Cai  | 105             | 20              | 100             | 50              | 275             |
| Lê Minh Khôi     | THPT Minh Phú, Hà Nội         | 20              | 60              | 30              | -10             | 100             |
| Phạm Đức Huy     | THPT Tiên Lãng, Hải Phòng     | 50              | 10              | 40              | -30             | 70              |

### Trận 31: Tuần 1 - Tháng 2 - Quý 3
| Tên thí sinh    | Trường                                   | KĐ | VCNV | TT  | VĐ  | Tổng điểm |
| --------------- | ---------------------------------------- | -- | ---- | --- | --- | --------- |
| Trần Quốc Đạt   | THPT Chuyên Nguyễn Quang Diêu, Đồng Tháp | 65 | 0    | 50  | -30 | 85        |
| Lê Hồng Quang   | THPT Hoàng Mai, Nghệ An                  | 30 | 10   | 110 | 15  | 165       |
| Hoàng Đình Hiếu | THPT Trần Nguyên Hãn, Hải Phòng          | 60 | 60   | 110 | 40  | 270       |
| Hà Khôi Nguyên  | THPT Chuyên Sơn La, Sơn La               | 60 | 10   | 110 | 40  | 220       |

### Trận 32: Tuần 2 - Tháng 2 - Quý 3
| Tên thí sinh     | Trường                       | KĐ  | VCNV | TT  | VĐ  | Tổng điểm |
| ---------------- | ---------------------------- | --- | ---- | --- | --- | --------- |
| Nguyễn Huy Hoàng | THPT Hoàng Hoa Thám, Đà Nẵng | 45  | 60   | 60  | 70  | 235       |
| Nguyễn Minh Dũng | THPT Đông Sơn 1, Thanh Hoá   | 40  | 20   | 50  | 100 | 210       |
| Nguyễn Tuấn Minh | THPT Chu Văn An, Hà Nội      | 115 | 20   | 120 | 60  | 315       |
| Phạm Quốc Phong  | THPT Chuyên Biên Hòa, Hà Nam | 70  | 20   | 70  | 5   | 165       |

### Trận 33: Tuần 3 - Tháng 2 - Quý 3
| Tên thí sinh          | Trường                               | KĐ | VCNV | TT  | VĐ  | Tổng điểm |
| --------------------- | ------------------------------------ | -- | ---- | --- | --- | --------- |
| Nguyễn Hà Vân Khanh   | THCS & THPT Việt - Úc, Hà Nội        | 25 | 50   | 140 | 0   | 215       |
| Nguyễn Hà Chi         | THPT Chuyên Thái Nguyên, Thái Nguyên | 30 | 0    | 20  | -20 | 30        |
| Huỳnh Nguyễn Anh Khoa | THPT Chuyên Thoại Ngọc Hầu, An Giang | 30 | 0    | 70  | 100 | 200       |
| Lê Trần Nhật Minh     | THPT An Lương Đông, TP. Huế          | 30 | 0    | 40  | 50  | 120       |

### Trận 34: Tháng 2 - Quý 3
| Tháng 2 - Quý 3     | Tháng 2 - Quý 3                 | Tháng 2 - Quý 3 | Tháng 2 - Quý 3 | Tháng 2 - Quý 3 | Tháng 2 - Quý 3 | Tháng 2 - Quý 3 |
| Tên thí sinh        | Trường                          | KĐ              | VCNV            | TT              | VĐ              | Tổng điểm       |
| ------------------- | ------------------------------- | --------------- | --------------- | --------------- | --------------- | --------------- |
| Nguyễn Hà Vân Khanh | THCS & THPT Việt - Úc, Hà Nội   | 20              | 0               | 80              | -30             | 70              |
| Nguyễn Huy Hoàng    | THPT Hoàng Hoa Thám, Đà Nẵng    | 60              | 0               | 120             | -30             | 150             |
| Nguyễn Tuấn Minh    | THPT Chu Văn An, Hà Nội         | 80              | 60              | 140             | 110             | 390             |
| Hoàng Đình Hiếu     | THPT Trần Nguyên Hãn, Hải Phòng | 50              | 20              | 20              | -10             | 80              |

### Trận 35: Tuần 1 - Tháng 3 - Quý 3
| Tên thí sinh       | Trường                                           | KĐ | VCNV | TT  | VĐ | Tổng điểm |
| ------------------ | ------------------------------------------------ | -- | ---- | --- | -- | --------- |
| Vi Đức Dũng        | THPT Chuyên Bắc Giang, Bắc Giang                 | 55 | 50   | 120 | 20 | 245       |
| Trần Nguyên Phương | THPT Chuyên Lê Quý Đôn, Quảng Trị                | 75 | 10   | 40  | 15 | 140       |
| Nguyễn Đăng Trường | THPT Thực hành Sư phạm, Đại học Cần Thơ, Cần Thơ | 60 | 10   | 40  | 0  | 110       |
| Phùng Khánh Cường  | THPT Kinh Môn, Hải Dương                         | 30 | 10   | 110 | 25 | 175       |

### Trận 36: Tuần 2 - Tháng 3 - Quý 3
| Tên thí sinh           | Trường                         | KĐ | VCNV | TT  | VĐ | Tổng điểm |
| ---------------------- | ------------------------------ | -- | ---- | --- | -- | --------- |
| Thiều Nguyễn Viết Toại | THPT Chuyên Nguyễn Du, Đắk Lắk | 80 | 0    | 80  | 30 | 190       |
| Viên Vĩnh Lạc          | THPT Chuyên Bến Tre, Bến Tre   | 65 | 70   | 150 | 50 | 335       |
| Bùi Huy Hoàng          | THPT Chuyên Nguyễn Huệ, Hà Nội | 45 | 20   | 40  | 10 | 115       |
| Lê Đức Thiện Sang      | THPT Lý Chính Thắng, Hà Tĩnh   | 55 | 20   | 60  | 20 | 155       |

### Trận 37: Tuần 3 - Tháng 3 - Quý 3
| Tên thí sinh       | Trường                               | KĐ | VCNV | TT  | VĐ  | Tổng điểm |
| ------------------ | ------------------------------------ | -- | ---- | --- | --- | --------- |
| Trần Hồ Thiện Nhân | THPT Chuyên Phan Bội Châu, Nghệ An   | 60 | 10   | 60  | 10  | 140       |
| Phạm Lâm Diệu Tú   | THPT Ngô Quyền, Hải Phòng            | 15 | 0    | 60  | -50 | 25        |
| Phan Duy Hùng      | THPT Sơn Tây, Hà Nội                 | 30 | 50   | 130 | 40  | 250       |
| Nguyễn Thành Trung | THPT Chuyên Lương Thế Vinh, Đồng Nai | 30 | 10   | 90  | 75  | 205       |

### Trận 38: Tháng 3 - Quý 3
| Tháng 3 - Quý 3    | Tháng 3 - Quý 3                      | Tháng 3 - Quý 3 | Tháng 3 - Quý 3 | Tháng 3 - Quý 3 | Tháng 3 - Quý 3 | Tháng 3 - Quý 3 |
| Tên thí sinh       | Trường                               | KĐ              | VCNV            | TT              | VĐ              | Tổng điểm       |
| ------------------ | ------------------------------------ | --------------- | --------------- | --------------- | --------------- | --------------- |
| Vi Đức Dũng        | THPT Chuyên Bắc Giang, Bắc Giang     | 80              | 10              | 70              | 0               | 160             |
| Phan Duy Hùng      | THPT Sơn Tây, Hà Nội                 | 40              | 30              | 110             | 50              | 230             |
| Viên Vĩnh Lạc      | THPT Chuyên Bến Tre, Bến Tre         | 60              | 10              | 20              | 50              | 140             |
| Nguyễn Thành Trung | THPT Chuyên Lương Thế Vinh, Đồng Nai | 15              | 10              | 130             | 40              | 195             |

### Trận 39: Quý 3
| Quý 3            | Quý 3                         | Quý 3 | Quý 3 | Quý 3 | Quý 3 | Quý 3     |
| Tên thí sinh     | Trường                        | KĐ    | VCNV  | TT    | VĐ    | Tổng điểm |
| ---------------- | ----------------------------- | ----- | ----- | ----- | ----- | --------- |
| Võ Quang Phú Đức | THPT Chuyên Quốc học, TP. Huế | 105   | 0     | 90    | -10   | 185       |
| Nguyễn Tuấn Minh | THPT Chu Văn An, Hà Nội       | 40    | 10    | 120   | 5     | 175       |
| Phan Duy Hùng    | THPT Sơn Tây, Hà Nội          | 40    | 0     | 70    | 0     | 110       |
| Đặng Duy Khánh   | THPT Chuyên Lào Cai, Lào Cai  | 45    | 50    | 40    | 25    | 160       |

## Quý 4

### Trận 40: Tuần 1 - Tháng 1 - Quý 4
| Tên thí sinh     | Trường                          | KĐ | VCNV | TT  | VĐ  | Tổng điểm |
| ---------------- | ------------------------------- | -- | ---- | --- | --- | --------- |
| Bùi Hoàng Hưng   | THPT Quốc Oai, Hà Nội           | 65 | 10   | 120 | -40 | 155       |
| Trần Sơn Duy     | THPT Chuyên Trần Phú, Hải Phòng | 80 | 20   | 100 | 20  | 220       |
| Nguyễn Lâm Vũ    | THPT Lý Tự Trọng, Khánh Hòa     | 50 | 70   | 110 | 70  | 300       |
| Nguyễn Nhật Minh | THPT Chuyên Bảo Lộc, Lâm Đồng   | 40 | 20   | 60  | -40 | 80        |

### Trận 41: Tuần 2 - Tháng 1 - Quý 4
| Tên thí sinh         | Trường                                   | KĐ | VCNV | TT  | VĐ  | Tổng điểm |
| -------------------- | ---------------------------------------- | -- | ---- | --- | --- | --------- |
| Trần Thị Quỳnh       | THPT Gia Bình số 1, Bắc Ninh             | 40 | 0    | 60  | 80  | 180       |
| Nguyễn Dương Gia Huy | THPT Nguyễn Thượng Hiền, TP. Hồ Chí Minh | 40 | 70   | 70  | -5  | 175       |
| Nguyễn Trung Kiên    | THPT Chuyên Thái Bình, Thái Bình         | 55 | 0    | 140 | 40  | 235       |
| Nguyễn Phương Thảo   | THPT Chuyên Lê Quý Đôn, Điện Biên        | 50 | 10   | 80  | -75 | 65        |

### Trận 42: Tuần 3 - Tháng 1 - Quý 4
| Tên thí sinh      | Trường                                     | KĐ | VCNV | TT  | VĐ  | Tổng điểm |
| ----------------- | ------------------------------------------ | -- | ---- | --- | --- | --------- |
| Nguyễn Ngọc Thuận | Tiểu học, THCS & THPT Greenfield, Hưng Yên | 25 | 0    | 50  | 20  | 95        |
| Lê Trường Thịnh   | THPT Ninh Châu, Quảng Bình                 | 55 | 0    | 90  | -10 | 135       |
| Phan Trọng Tuệ    | THPT Chuyên Vĩnh Phúc, Vĩnh Phúc           | 70 | 0    | 80  | 50  | 200       |
| Hứa Hoàng Phước   | THPT Chuyên Hoàng Lê Kha, Tây Ninh         | 45 | 60   | 100 | 20  | 225       |

### Trận 43: Tháng 1 - Quý 4
| Tháng 1 - Quý 4   | Tháng 1 - Quý 4                    | Tháng 1 - Quý 4 | Tháng 1 - Quý 4 | Tháng 1 - Quý 4 | Tháng 1 - Quý 4 | Tháng 1 - Quý 4 |
| Tên thí sinh      | Trường                             | KĐ              | VCNV            | TT              | VĐ              | Tổng điểm       |
| ----------------- | ---------------------------------- | --------------- | --------------- | --------------- | --------------- | --------------- |
| Nguyễn Trung Kiên | THPT Chuyên Thái Bình, Thái Bình   | 45              | 10              | 50              | -40             | 65              |
| Trần Sơn Duy      | THPT Chuyên Trần Phú, Hải Phòng    | 20              | 70              | 90              | 80              | 260             |
| Nguyễn Lâm Vũ     | THPT Lý Tự Trọng, Khánh Hòa        | 55              | 10              | 50              | -30             | 85              |
| Hứa Hoàng Phước   | THPT Chuyên Hoàng Lê Kha, Tây Ninh | 50              | 10              | 50              | 30              | 140             |

### Trận 44: Tuần 1 - Tháng 2 - Quý 4
| Tên thí sinh           | Trường                                     | KĐ | VCNV | TT  | VĐ  | Tổng điểm |
| ---------------------- | ------------------------------------------ | -- | ---- | --- | --- | --------- |
| Nguyễn Nguyên Phú      | THPT Chuyên Đại học Sư phạm Hà Nội, Hà Nội | 80 | 60   | 130 | 60  | 330       |
| Lê Huy                 | THPT Hai Bà Trưng, Vĩnh Phúc               | 30 | 0    | 80  | -20 | 90        |
| Nguyễn Tất Thanh       | THPT Vĩnh Linh, Quảng Trị                  | 55 | 0    | 100 | 40  | 195       |
| Phạm Nguyễn Long Thành | THPT Chuyên Long An, Long An               | 55 | 0    | 100 | 0   | 155       |

### Trận 45: Tuần 2 - Tháng 2 - Quý 4
| Tên thí sinh           | Trường                                   | KĐ | VCNV | TT  | VĐ | Tổng điểm |
| ---------------------- | ---------------------------------------- | -- | ---- | --- | -- | --------- |
| Ngô Hoàng Thịnh        | THPT Chuyên Nguyễn Thiện Thành, Trà Vinh | 60 | 0    | 70  | 10 | 140       |
| Nguyễn Thăng Long      | THPT Chu Văn An, Thái Bình               | 55 | 30   | 40  | 30 | 155       |
| Trần Ngọc Nhật Minh    | THPT Chuyên Hà Nội - Amsterdam, Hà Nội   | 65 | 10   | 150 | 20 | 245       |
| Nguyễn Doãn Hoàng Mạnh | THPT Nguyễn Sỹ Sách, Nghệ An             | 70 | 10   | 90  | 10 | 180       |

### Trận 46: Tuần 3 - Tháng 2 - Quý 4
| Tên thí sinh          | Trường                             | KĐ | VCNV | TT  | VĐ  | Tổng điểm |
| --------------------- | ---------------------------------- | -- | ---- | --- | --- | --------- |
| Nguyễn Tôn Tường Bách | THPT Chuyên Lê Khiết, Quảng Ngãi   | 30 | 60   | 0   | 70  | 160       |
| Ngô Thị Hương Mai     | THPT Lạng Giang số 1, Bắc Giang    | 45 | 0    | 50  | -20 | 75        |
| Nguyễn Huy Hoàng      | THPT Chuyên Tiền Giang, Tiền Giang | 30 | 0    | 80  | 40  | 150       |
| Đỗ Thị Quỳnh Hương    | THPT Đa Phúc, Hà Nội               | 25 | 0    | 130 | 90  | 245       |

### Trận 47: Tháng 2 - Quý 4
| Tháng 2 - Quý 4     | Tháng 2 - Quý 4                            | Tháng 2 - Quý 4 | Tháng 2 - Quý 4 | Tháng 2 - Quý 4 | Tháng 2 - Quý 4 | Tháng 2 - Quý 4 |
| Tên thí sinh        | Trường                                     | KĐ              | VCNV            | TT              | VĐ              | Tổng điểm       |
| ------------------- | ------------------------------------------ | --------------- | --------------- | --------------- | --------------- | --------------- |
| Nguyễn Nguyên Phú   | THPT Chuyên Đại học Sư phạm Hà Nội, Hà Nội | 95              | 60              | 90              | 0               | 245             |
| Đỗ Thị Quỳnh Hương  | THPT Đa Phúc, Hà Nội                       | 65              | 0               | 90              | 90              | 245             |
| Trần Ngọc Nhật Minh | THPT Chuyên Hà Nội - Amsterdam, Hà Nội     | 60              | 0               | 90              | 30              | 180             |
| Nguyễn Tất Thanh    | THPT Vĩnh Linh, Quảng Trị                  | 35              | 0               | 80              | 60              | 175             |

### Trận 48: Tuần 1 - Tháng 3 - Quý 4
Trận thi đầu tiên của năm thứ 24 có 3 thí sinh đều đồng dẫn đầu sau trận đấu.
| Tên thí sinh         | Trường                                    | KĐ | VCNV | TT  | VĐ  | Tổng điểm |
| -------------------- | ----------------------------------------- | -- | ---- | --- | --- | --------- |
| Nguyễn Văn Đức       | THPT Chuyên Lê Quý Đôn, Bà Rịa - Vũng Tàu | 35 | 20   | 90  | -30 | 115       |
| Nguyễn Nhật Thành    | THPT Gia Định, TP. Hồ Chí Minh            | 65 | 20   | 90  | 40  | 215       |
| Dư Đức Anh           | THPT FPT, Hà Nội                          | 65 | 60   | 40  | 50  | 215       |
| Nguyễn Sỹ Quốc Khánh | THPT Kiến An, Hải Phòng                   | 45 | 20   | 110 | 40  | 215       |

### Trận 49: Tuần 2 - Tháng 3 - Quý 4
| Tên thí sinh           | Trường                               | KĐ | VCNV | TT  | VĐ | Tổng điểm |
| ---------------------- | ------------------------------------ | -- | ---- | --- | -- | --------- |
| Phan Ngọc Thành Minh   | THPT Phước Thiền, Đồng Nai           | 60 | 20   | 80  | 70 | 230       |
| Bùi Đức Hoài Nam       | THPT Phan Đình Phùng, Hà Tĩnh        | 65 | 10   | 70  | 20 | 165       |
| Trương Xuân Hoàng Tùng | THCS & THPT Nguyễn Tất Thành, Hà Nội | 80 | 10   | 110 | 50 | 250       |
| Doãn Hữu Huy           | THPT Chuyên Lê Quý Đôn, Ninh Thuận   | 20 | 10   | 90  | 20 | 140       |

### Trận 50: Tuần 3 - Tháng 3 - Quý 4
| Tên thí sinh       | Trường                                   | KĐ | VCNV | TT  | VĐ  | Tổng điểm |
| ------------------ | ---------------------------------------- | -- | ---- | --- | --- | --------- |
| Phạm Phương Lan    | THPT Nguyễn Trãi, Thái Bình              | 15 | 10   | 40  | -40 | 25        |
| Đỗ Viết Hiếu       | THPT Chuyên Nguyễn Bỉnh Khiêm, Quảng Nam | 30 | 50   | 100 | 20  | 200       |
| Trầm Thiện Hoàn Mỹ | THPT FPT, Cần Thơ                        | 45 | 10   | 130 | -20 | 165       |
| Trần Tiến Đạt      | THPT Chuyên Lương Văn Tụy, Ninh Bình     | 20 | 10   | 100 | 110 | 240       |

### Trận 51: Tháng 3 - Quý 4
| Tháng 3 - Quý 4        | Tháng 3 - Quý 4                      | Tháng 3 - Quý 4 | Tháng 3 - Quý 4 | Tháng 3 - Quý 4 | Tháng 3 - Quý 4 | Tháng 3 - Quý 4 |
| Tên thí sinh           | Trường                               | KĐ              | VCNV            | TT              | VĐ              | Tổng điểm       |
| ---------------------- | ------------------------------------ | --------------- | --------------- | --------------- | --------------- | --------------- |
| Phan Ngọc Thành Minh   | THPT Phước Thiền, Đồng Nai           | 50              | 10              | 120             | -15             | 165             |
| Nguyễn Sỹ Quốc Khánh   | THPT Kiến An, Hải Phòng              | 60              | 50              | 60              | 60              | 230             |
| Trương Xuân Hoàng Tùng | THCS & THPT Nguyễn Tất Thành, Hà Nội | 25              | 10              | 0               | 0               | 35              |
| Trần Tiến Đạt          | THPT Chuyên Lương Văn Tụy, Ninh Bình | 15              | 10              | 20              | -10             | 35              |

### Trận 52: Quý 4
| Quý 4                | Quý 4                                      | Quý 4 | Quý 4 | Quý 4 | Quý 4 | Quý 4     |
| Tên thí sinh         | Trường                                     | KĐ    | VCNV  | TT    | VĐ    | Tổng điểm |
| -------------------- | ------------------------------------------ | ----- | ----- | ----- | ----- | --------- |
| Nguyễn Nguyên Phú    | THPT Chuyên Đại học Sư phạm Hà Nội, Hà Nội | 85    | 10    | 70    | 50    | 215       |
| Nguyễn Sỹ Quốc Khánh | THPT Kiến An, Hải Phòng                    | 30    | 10    | 60    | -60   | 40        |
| Trần Sơn Duy         | THPT Chuyên Trần Phú, Hải Phòng            | 55    | 10    | 90    | 20    | 175       |
| Đỗ Thị Quỳnh Hương   | THPT Đa Phúc, Hà Nội                       | 60    | 60    | 30    | 25    | 175       |

## Chung kết năm

### Trận 53: Chung kết năm
| CHUNG KẾT NĂM         | CHUNG KẾT NĂM                              | CHUNG KẾT NĂM | CHUNG KẾT NĂM | CHUNG KẾT NĂM | CHUNG KẾT NĂM | CHUNG KẾT NĂM |
| Tên thí sinh          | Trường                                     | KĐ            | VCNV          | TT            | VĐ            | Tổng điểm     |
| --------------------- | ------------------------------------------ | ------------- | ------------- | ------------- | ------------- | ------------- |
| Nguyễn Nguyên Phú     | THPT Chuyên Đại học Sư phạm Hà Nội, Hà Nội | 45            | 0             | 60            | 110           | 215           |
| Nguyễn Quốc Nhật Minh | THPT Chuyên Hùng Vương, Gia Lai            | 15            | 0             | 70            | 0             | 85            |
| Võ Quang Phú Đức      | THPT Chuyên Quốc học, TP. Huế              | 75            | 60            | 100           | -15           | 220           |
| Trần Trung Kiên       | THPT Lê Hồng Phong, Phú Yên                | 50            | 0             | 70            | 25            | 145           |

Dẫn chương trình tại các điểm cầu:
- Điểm cầu Văn Miếu – Quốc Tử Giám (Hà Nội): Phạm Công Tố
- Điểm cầu Quảng trường Ngọ Môn (TP. Huế): Dương Sơn Lâm
- Điểm cầu Nhà thi đấu Lê Trung Kiên (Phú Yên):[a] Nguyễn Hoàng Linh
- Điểm cầu Quảng trường Đại đoàn kết (Gia Lai): Trần Hồng Ngọc

## Tổng kết

### Số lượt thí sinh tham gia ở các tỉnh thành
| Tỉnh/Thành phố    | Vòng | Vòng  | Vòng | Vòng | Tổng |
| Tỉnh/Thành phố    | Tuần | Tháng | Quý  | Năm  | Tổng |
| ----------------- | ---- | ----- | ---- | ---- | ---- |
| An Giang          | 1    |       |      |      | 1    |
| Bà Rịa - Vũng Tàu | 1    |       |      |      | 1    |
| Bắc Giang         | 1    | 1     |      |      | 2    |
| Bắc Kạn           | —    | —     | —    | —    | —    |
| Bạc Liêu          | —    | —     | —    | —    | —    |
| Bắc Ninh          | 1    | 2     |      |      | 3    |
| Bến Tre           | 1    | 1     |      |      | 2    |
| Bình Dương        | 1    |       |      |      | 1    |
| Bình Định         | 1    | 1     |      |      | 2    |
| Bình Phước        | —    | —     | —    | —    | —    |
| Bình Thuận        | 1    |       |      |      | 1    |
| Cà Mau            | —    | —     | —    | —    | —    |
| Cao Bằng          | —    | —     | —    | —    | —    |
| Cần Thơ           | 2    |       |      |      | 2    |
| Đà Nẵng           |      | 2     | 1    |      | 3    |
| Đắk Lắk           | 4    |       |      |      | 4    |
| Đắk Nông          | 1    |       |      |      | 1    |
| Đồng Nai          | 1    | 2     |      |      | 3    |
| Đồng Tháp         | 1    |       |      |      | 1    |
| Điện Biên         | 1    |       |      |      | 1    |
| Gia Lai           |      |       |      | 1    | 1    |
| Hà Giang          | —    | —     | —    | —    | —    |
| Hà Nam            | 1    |       |      |      | 1    |
| Hà Nội            | 8    | 8     | 4    | 1    | 21   |
| Hà Tĩnh           | 5    |       |      |      | 5    |
| Hải Dương         | 3    |       |      |      | 3    |
| Hải Phòng         | 4    | 3     | 2    |      | 9    |
| Hậu Giang         | 1    |       |      |      | 1    |
| Hòa Bình          | 1    |       |      |      | 1    |
| Hưng Yên          | 4    | 1     |      |      | 5    |
| Khánh Hòa         |      | 1     |      |      | 1    |
| Kiên Giang        | 1    |       |      |      | 1    |
| Kon Tum           | —    | —     | —    | —    | —    |
| Lai Châu          | —    | —     | —    | —    | —    |
| Lạng Sơn          | 1    |       |      |      | 1    |
| Lào Cai           | 1    |       | 1    |      | 2    |
| Lâm Đồng          | 3    |       | 1    |      | 4    |
| Long An           | 1    |       |      |      | 1    |
| Nam Định          | 1    |       |      |      | 1    |
| Nghệ An           | 7    |       |      |      | 7    |
| Ninh Bình         | 2    | 1     |      |      | 3    |
| Ninh Thuận        | 1    | 1     |      |      | 2    |
| Phú Thọ           | 1    |       |      |      | 1    |
| Phú Yên           | 2    |       |      | 1    | 3    |
| Quảng Bình        | 1    | 1     |      |      | 2    |
| Quảng Nam         | 2    |       |      |      | 2    |
| Quảng Ngãi        | 2    |       |      |      | 2    |
| Quảng Ninh        | 1    | 1     |      |      | 2    |
| Quảng Trị         | 2    | 1     | 1    |      | 4    |
| Sơn La            | 1    |       |      |      | 1    |
| Sóc Trăng         | —    | —     | —    | —    | —    |
| Tây Ninh          |      | 1     |      |      | 1    |
| Thái Bình         | 3    | 1     |      |      | 4    |
| Thái Nguyên       | 3    | 1     |      |      | 4    |
| Thanh Hoá         | 2    | 1     |      |      | 3    |
| TP. Huế           | 1    |       |      | 1    | 2    |
| Tiền Giang        | 2    |       |      |      | 2    |
| TP. Hồ Chí Minh   | 5    | 1     | 1    |      | 7    |
| Trà Vinh          | 1    |       |      |      | 1    |
| Tuyên Quang       | —    | —     | —    | —    | —    |
| Vĩnh Long         | —    | —     | —    | —    | —    |
| Vĩnh Phúc         | 3    |       |      |      | 3    |
| Yên Bái           | 1    |       | 1    |      | 2    |
| Tổng (cả nước)    | 96   | 32    | 12   | 4    | 144  |

### Kỷ lục
| Tổng điểm cao nhất: | Tổng điểm cao nhất:     | Tổng điểm cao nhất: | Tổng điểm cao nhất: |
| Thí sinh            | Trường                  | Trận                | Điểm số             |
| ------------------- | ----------------------- | ------------------- | ------------------- |
| Nguyễn Tuấn Minh    | THPT Chu Văn An, Hà Nội | 34                  | 390                 |

| Khởi động        | Khởi động               | Khởi động | Khởi động |
| Thí sinh         | Trường                  | Trận      | Điểm số   |
| ---------------- | ----------------------- | --------- | --------- |
| Nguyễn Tuấn Minh | THPT Chu Văn An, Hà Nội | 32        | 115       |

| Tăng tốc (điểm số tối đa): | Tăng tốc (điểm số tối đa): | Tăng tốc (điểm số tối đa): | Tăng tốc (điểm số tối đa): |
| Thí sinh                   | Trường                     | Trận                       | Điểm số                    |
| -------------------------- | -------------------------- | -------------------------- | -------------------------- |
|                            |                            |                            |                            |

| Về đích (điểm tuyệt đối cho một lượt thi, không bao gồm điểm giành những thí sinh khác): | Về đích (điểm tuyệt đối cho một lượt thi, không bao gồm điểm giành những thí sinh khác): | Về đích (điểm tuyệt đối cho một lượt thi, không bao gồm điểm giành những thí sinh khác): | Về đích (điểm tuyệt đối cho một lượt thi, không bao gồm điểm giành những thí sinh khác): |
| Thí sinh                                                                                 | Trường                                                                                   | Trận                                                                                     | Điểm số                                                                                  |
| ---------------------------------------------------------------------------------------- | ---------------------------------------------------------------------------------------- | ---------------------------------------------------------------------------------------- | ---------------------------------------------------------------------------------------- |
| Chu Ngọc Quang Vinh                                                                      | THPT Chuyên Nguyễn Tất Thành, Yên Bái                                                    | 3                                                                                        | 80                                                                                       |
| Nguyễn Trung Thành                                                                       | THPT Quế Võ số 1, Bắc Ninh                                                               | 5                                                                                        | 80                                                                                       |
| Đinh Ngọc Lương                                                                          | THPT Chu Văn An, Thái Nguyên                                                             | 6                                                                                        | 80                                                                                       |
| Nguyễn Phúc Minh Anh                                                                     | THPT Thạch Thất, Hà Nội                                                                  | 12                                                                                       | 80                                                                                       |
| Lê Phạm Minh Toàn                                                                        | Tiểu học, THCS & THPT Lê Thánh Tông, TP.Hồ Chí Minh                                      | 12                                                                                       | 80                                                                                       |
| Võ Quang Phú Đức                                                                         | THPT Chuyên Quốc học, TP. Huế                                                            | 27                                                                                       | 80                                                                                       |
| Phạm Đức Huy                                                                             | THPT Tiên Lãng, Hải Phòng                                                                | 28                                                                                       | 80                                                                                       |
| Trần Thị Quỳnh                                                                           | THPT Gia Định số 1, Bắc Ninh                                                             | 41                                                                                       | 80                                                                                       |
| Trần Sơn Duy                                                                             | THPT Chuyên Trần Phú, Hải Phòng                                                          | 43                                                                                       | 80                                                                                       |
| Đỗ Thị Quỳnh Hương                                                                       | THPT Đa Phúc, Hà Nội                                                                     | 46,47                                                                                    | 90                                                                                       |
| Đỗ Thị Phương Thảo                                                                       | THPT Hoàng Quốc Việt, Quảng Ninh                                                         | 1                                                                                        | 100                                                                                      |
| Huỳnh Trần Duy Bảo Anh                                                                   | THPT An Phước, Ninh Thuận                                                                | 22                                                                                       | 100                                                                                      |
| Lê Phạm Minh Toàn                                                                        | Tiểu học, THCS & THPT Lê Thánh Tông, TP.Hồ Chí Minh                                      | 23                                                                                       | 100                                                                                      |
| Nguyễn Quốc Nhật Minh                                                                    | THPT Chuyên Hùng Vương, Gia Lai                                                          | 24                                                                                       | 100                                                                                      |
| Huỳnh Dương Hải Long                                                                     | THPT Chuyên Lương Văn Chánh, Phú Yên                                                     | 27                                                                                       | 100                                                                                      |
| Đặng Duy Khánh                                                                           | THPT Chuyên Lào Cai, Lào Cai                                                             | 28                                                                                       | 100                                                                                      |
| Nguyễn Minh Dũng                                                                         | THPT Đông Sơn 1, Thanh Hoá                                                               | 32                                                                                       | 100                                                                                      |
| Huỳnh Nguyễn Anh Khoa                                                                    | THPT Chuyên Thoại Ngọc Hầu, An Giang                                                     | 33                                                                                       | 100                                                                                      |
| Nguyễn Hữu Tùng                                                                          | THPT Đơn Dương, Lâm Đồng                                                                 | 13                                                                                       | 110                                                                                      |
| Nguyễn Thanh Phương                                                                      | THPT Chuyên Lê Quý Đôn, Đà Nẵng                                                          | 15                                                                                       | 110                                                                                      |
| Võ Bùi An Phú                                                                            | THPT Huỳnh Thúc Kháng, Nghệ An                                                           | 29                                                                                       | 110                                                                                      |
| Nguyễn Tuấn Minh                                                                         | THPT Chu Văn An, Hà Nội                                                                  | 32                                                                                       | 110                                                                                      |
| Trần Tiến Đạt                                                                            | THPT Chuyên Lương Văn Tụy, Ninh Bình                                                     | 50                                                                                       | 110                                                                                      |
| Nguyễn Nguyên Phú                                                                        | THPT Chuyên Đại học Sư phạm Hà Nội, Hà Nội                                               | 53                                                                                       | 110                                                                                      |
| Nguyễn Hữu Khang                                                                         | THPT Chuyên Bắc Ninh, Bắc Ninh                                                           | 32                                                                                       | 120                                                                                      |
| Lê Quang Huy                                                                             | THPT Nguyễn Thiện Thuật, Hưng Yên                                                        | 10                                                                                       | 190                                                                                      |

| Nguyễn Phú An        | THPT Tô Hiệu, Hải Phòng                 | 2  | 70 |
| Vũ Nam Sơn           | THPT Văn Lâm, Hưng Yên                  | 3  | 70 |
| Nguyễn Phúc Minh Anh | THPT Thạch Thất, Hà Nội                 | 11 | 70 |
| Trần Trung Kiên      | THPT Lê Hồng Phong, Phú Yên             | 13 | 70 |
| Trần Quốc Quý        | THPT số 2 Tư Nghĩa, Quảng Ngãi          | 16 | 70 |
| Hoàng Anh Tuấn       | THPT Chuyên Nguyễn Trãi, Hải Dương      | 22 | 70 |
| Trần Phan Quân       | THPT Phan Đình Phùng, Hà Nội            | 23 | 70 |
| Viên Vĩnh Lạc        | THPT Chuyên Bến Tre, Bến Tre            | 36 | 70 |
| Nguyễn Lâm Vũ        | THPT Lý Tự Trọng, Khánh Hòa             | 40 | 70 |
| Nguyễn Dương Gia Huy | THPT Nguyễn Thượng Hiền, TP.Hồ Chí Minh | 41 | 70 |
| Trần Sơn Duy         | THPT Chuyên Trần Phú, Hải Phòng         | 43 | 70 |